# Ultrassonografia obstétrica
Ultrassonografia obstétrica, ou ultrassom pré-natal, é o uso da ultrassonografia médica na gravidez, em que ondas sonoras são usadas para criar imagens em tempo real do embrião ou feto em desenvolvimento no útero (ventre). O procedimento é uma parte padrão do cuidado pré-natal em muitos países, pois pode fornecer uma variedade de informações sobre a saúde da mãe, o tempo e o progresso da gravidez e a saúde e o desenvolvimento do embrião ou feto.
A Sociedade Internacional de Ultrassonografia em Obstetrícia e Ginecologia (ISUOG) recomenda que mulheres grávidas façam ultrassonografias obstétricas de rotina entre 18 e 22 semanas de idade gestacional (o exame morfológico) para confirmar a datação da gravidez, medir o feto para que anomalias de crescimento possam ser rapidamente reconhecidas mais tarde na gestação e avaliar malformações congênitas e gestações múltiplas (gêmeos, etc). Além disso, a ISUOG recomenda que pacientes grávidas que desejam teste genético façam ultrassonografias obstétricas entre 11 semanas e 13 semanas e 6 dias de idade gestacional em países com recursos para realizá-las (o exame de translucência nucal). A realização de ultrassom neste estágio precoce da gravidez pode confirmar com maior precisão a datação da gestação, além de permitir avaliar múltiplos fetos e detectar grandes anomalias congênitas em estágio inicial. Pesquisas mostram que ultrassonografia obstétrica de rotina antes de 24 semanas de idade gestacional pode reduzir significativamente o risco de não reconhecimento de gestações múltiplas e melhorar a datação da gravidez, reduzindo o risco de indução do parto por gravidez prolongada. Não há diferença, no entanto, na mortalidade perinatal ou em desfechos ruins para os recém-nascidos.

## Terminologia

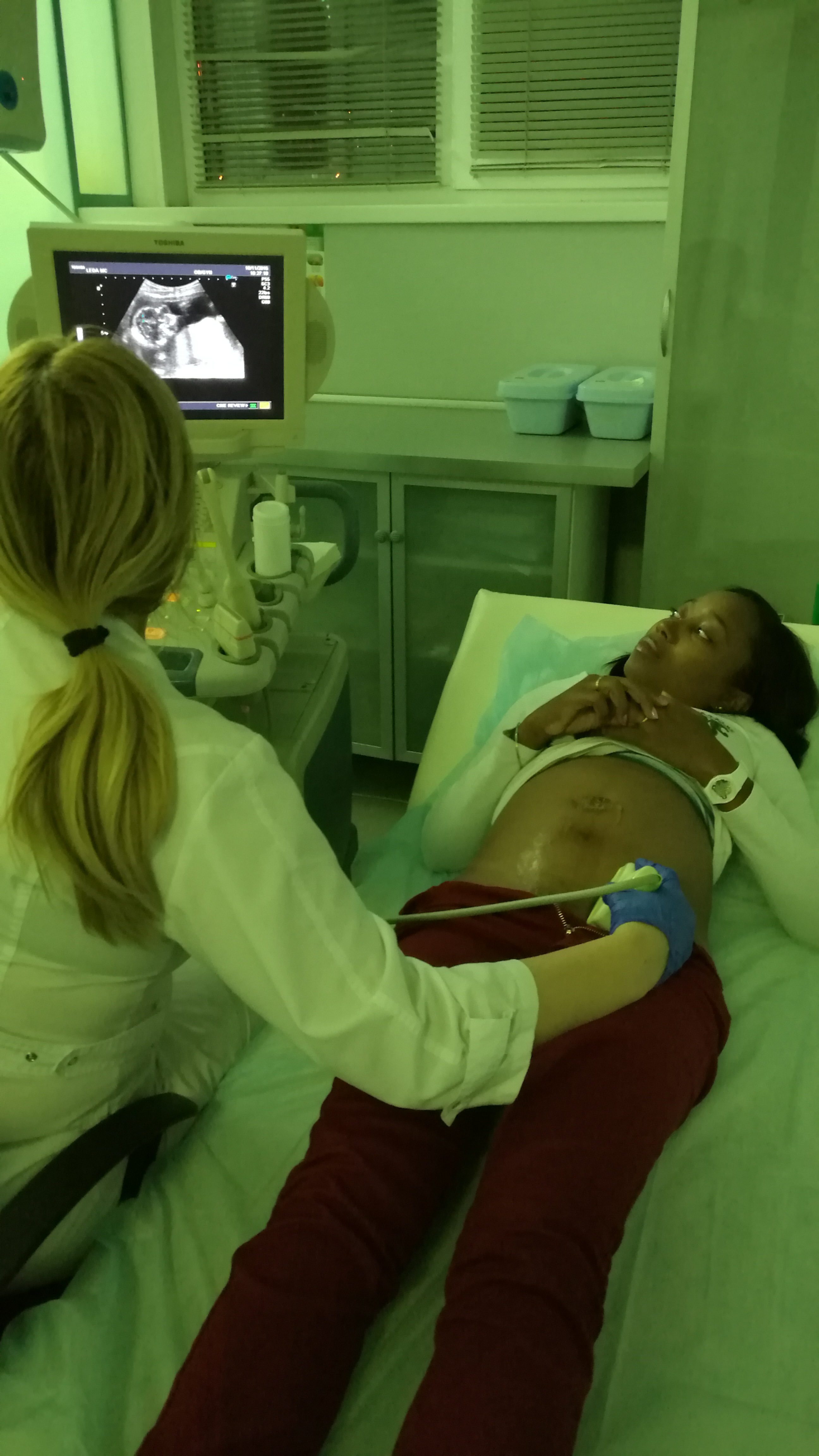
Ultrassonografia obstétrica em Moscou, Rússia, 2016

Abaixo estão termos úteis em ultrassonografia:
- Ecogênico – gera reflexos (ecos) das ondas de ultrassom
- Hiperecogênico – mais ecogênico (mais brilhante) que o normal
- Hipoecogênico – menos ecogênico (mais escuro) que o normal
- Isoecogênico – mesma ecogenicidade que outro tecido
- Ultrassonografia transvaginal – exame realizado pela vagina
- Ultrassonografia transabdominal – exame realizado através da parede abdominal ou da cavidade abdominal

Em condições normais, cada tipo de tecido do corpo, como fígado, baço ou rim, tem uma ecogenicidade única. Felizmente, saco gestacional, saco vitelino e embrião são cercados por tecidos corporais hiperecogênicos (mais brilhantes).

## Tipos
Os exames tradicionais de ultrassonografia obstétrica são realizados colocando-se um transdutor no abdômen da gestante. Uma variante, a ultrassonografia transvaginal, é feita com uma sonda inserida na vagina. Os exames transvaginais geralmente fornecem imagens mais nítidas durante a gestação inicial e em mulheres com obesidade. Também é usada a ultrassonografia Doppler, que detecta os batimentos cardíacos do feto. A ultrassonografia Doppler pode avaliar as pulsações no coração fetal e nos vasos sanguíneos em busca de sinais de anomalias.

### Ultrassonografia 3D
As imagens modernas de ultrassonografia 3D fornecem maior detalhamento para diagnóstico pré-natal do que a tecnologia anterior de ultrassonografia 2D. Embora a ultrassonografia 3D seja popular entre pais que desejam uma fotografia pré-natal como lembrança, tanto o 2D quanto o 3D são desencorajados pela FDA para uso não médico, mas não existem estudos definitivos que relacionem ultrassom a efeitos médicos adversos.
As seguintes imagens de ultrassonografia 3D foram feitas em diferentes estágios da gestação:
- Ultrassonografia 3D de movimentos fetais com 12 semanas

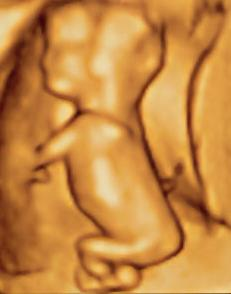
Feto de 75 mm (aproximadamente 14 semanas de idade gestacional)
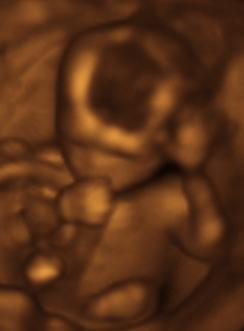
Feto com 17 semanas
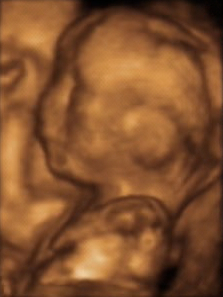
Feto com 20 semanas

## Usos médicos

### Gravidez inicial
Um saco gestacional pode ser visto de forma confiável na ultrassonografia transvaginal por volta de 5 semanas de idade gestacional (aproximadamente 3 semanas após a ovulação). O embrião deve ser visto quando o saco gestacional mede 25 mm, por volta de cinco semanas e meia. O batimento cardíaco geralmente é visto na ultrassonografia transvaginal quando o embrião mede 5 mm, mas pode não ser visível até que o embrião atinja 19 mm, por volta de 7 semanas de idade gestacional. Coincidentemente, a maioria dos abortos espontâneos também ocorre até a 7ª semana de gestação. A taxa de aborto, especialmente o aborto ameaçado, cai significativamente após a detecção de batimento cardíaco normal e após 13 semanas.

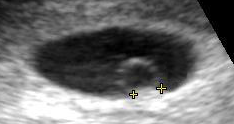
Conteúdo da cavidade do útero visto em aproximadamente 5 semanas de idade gestacional
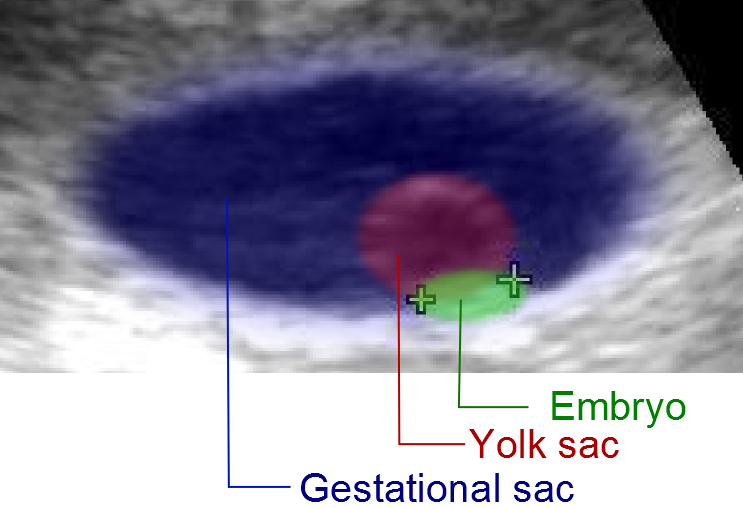
Imagem colorida artificialmente, mostrando saco gestacional, saco vitelino e embrião (medindo 3 mm entre os sinais +)
Embrião com 5 semanas e 1 dia de idade gestacional (no canto superior esquerdo) com batimento cardíaco discernível
Embrião com 5 semanas e 5 dias de idade gestacional com batimento cardíaco discernível

### Primeiro trimestre
No primeiro trimestre, um exame de ultrassonografia padrão normalmente inclui:
- Tamanho, localização e número de sacos gestacionais
- Identificação do embrião e/ou saco vitelino
- Medição do comprimento fetal (conhecido como comprimento cabeça-nádega)
- Número de fetos, incluindo número de sacos amnióticos e coriais em gestações múltiplas
- Atividade cardíaca embrionária/fetal
- Avaliação da anatomia embrionária/fetal apropriada para o primeiro trimestre
- Avaliação do útero materno, trompas, ovários e estruturas adjacentes
- Avaliação da prega nucal fetal, considerando a medição da translucência nucal

### Segundo e terceiro trimestres
No segundo trimestre, um exame de ultrassonografia padrão normalmente inclui:
- Número de fetos, incluindo número de sacos amnióticos e coriais em gestações múltiplas
- Atividade cardíaca fetal
- Posição fetal em relação ao útero e ao colo
- Localização e aparência da placenta, incluindo local de inserção do cordão umbilical quando possível
- Volume de líquido amniótico
- Avaliação da idade gestacional
- Estimativa do peso fetal
- Estudo anatômico fetal
- Avaliação do útero materno, trompas, ovários e estruturas adjacentes quando apropriado

### Datação e monitoramento do crescimento

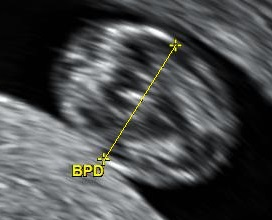
O diâmetro biparietal é medido como o maior diâmetro transversal em uma visualização do plano horizontal da cabeça.

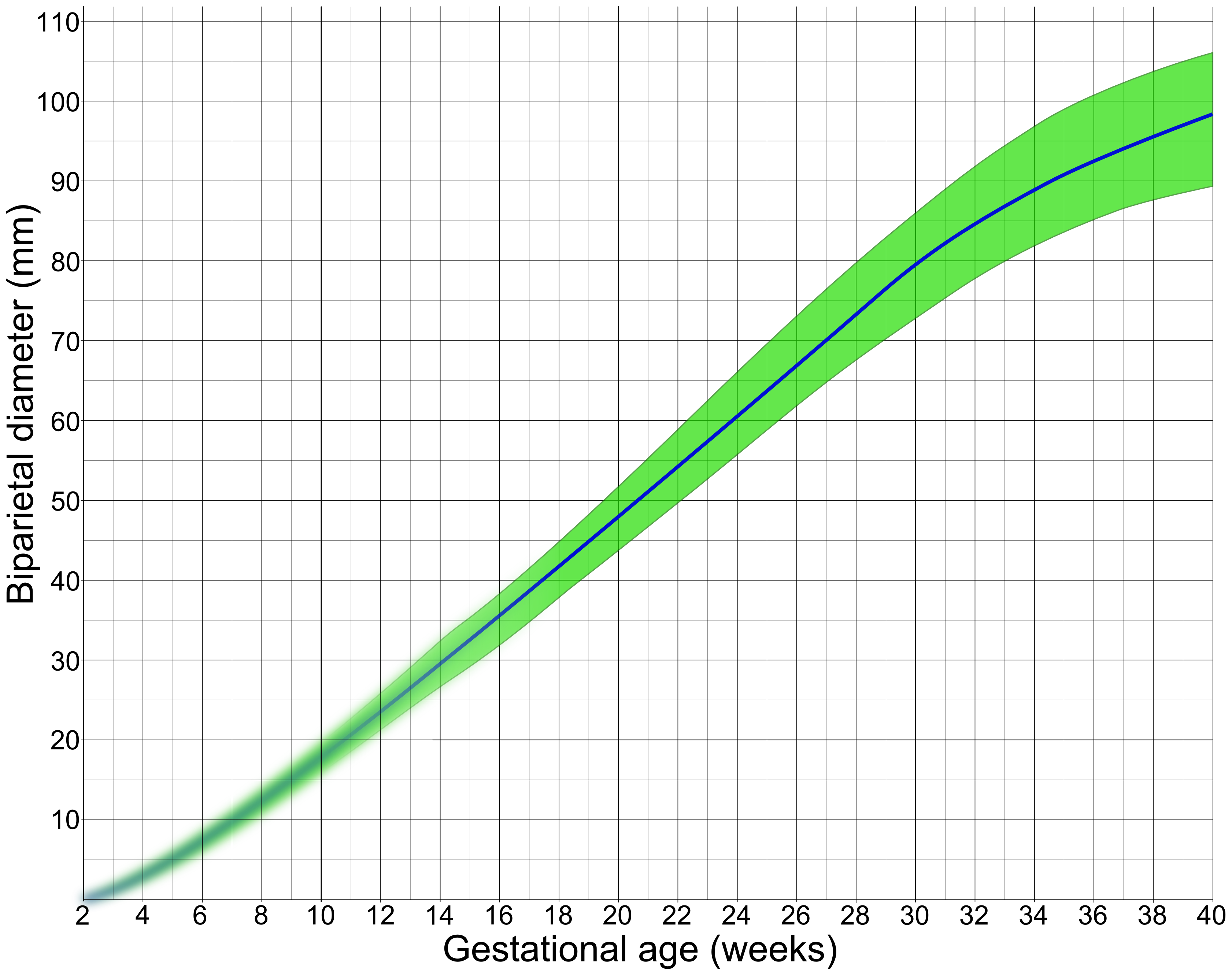
Diâmetro biparietal (o diâmetro transversal da cabeça) por idade gestacional, com a linha azul representando a média e a área verde representando o intervalo de previsão de 90%.

A idade gestacional geralmente é determinada pela data da última menstruação da mulher, pressupondo que a ovulação tenha ocorrido no 14º dia do ciclo menstrual. Às vezes a mulher pode não ter certeza da data da última menstruação, ou pode haver motivo para suspeitar que a ovulação ocorreu significativamente antes ou depois do 14º dia do ciclo. A ultrassonografia oferece um método alternativo de estimar a idade gestacional. A medição mais precisa para datação é o comprimento cabeça-nádega do feto, que pode ser realizada entre 7 e 13 semanas de gestação. Após 13 semanas de gestação, a idade fetal pode ser estimada usando o diâmetro biparietal (o diâmetro transversal da cabeça, através dos dois ossos parietais), a circunferência cefálica, o comprimento do fêmur, o comprimento cabeça-calcanhar (da cabeça ao calcanhar) e outros parâmetros fetais.[carece de fontes?] A datação é mais precisa quando feita no início da gestação; se um exame posterior fornecer uma estimativa diferente de idade gestacional, normalmente não se altera a idade estimada, mas sim assume-se que o feto não está crescendo no ritmo esperado.
A circunferência abdominal do feto também pode ser medida. Ela fornece uma estimativa do peso e tamanho fetal e é importante quando se realizam ultrassonografias seriadas para monitorar o crescimento fetal.

### Determinação do sexo fetal

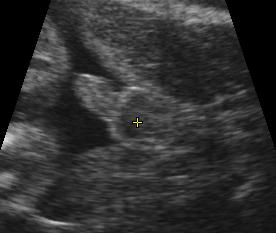
Ultrassonografia de um feto masculino, com escroto e pênis no centro da imagem

O sexo do feto pode ser identificado por ultrassom a partir de 11 semanas de gestação. A precisão é relativamente baixa quando tentada muito cedo. Após 13 semanas de gestação, uma alta precisão entre 99% e 100% é possível, desde que o feto não apresente características intersexuais externas.
A seguir, dados de precisão obtidos em dois hospitais:
| Idade gestacional | King's College Hospital Medical School | Hospital Municipal de Taipé & Hospital Li Shin |
| ----------------- | -------------------------------------- | ---------------------------------------------- |
| 11 semanas        | 70,3%                                  | 71,9%                                          |
| 12 semanas        | 98,7%                                  | 92%                                            |
| 13 semanas        | 100%                                   | 98,3%                                          |

#### Fatores de influência
A precisão na determinação do sexo fetal depende de:
- Idade gestacional
- Precisão do aparelho de ultrassonografia
- Experiência do operador
- Postura fetal

### Ultrassonografia do colo do útero

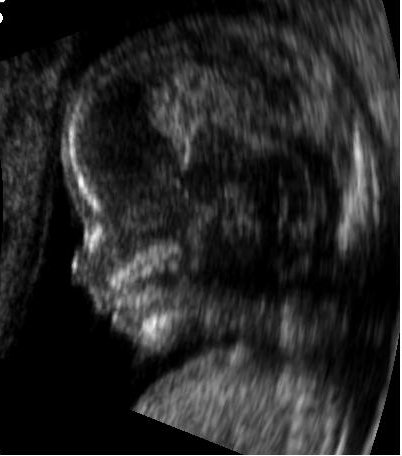
Feto com 14 semanas (perfil)

A ultrassonografia obstétrica é útil na avaliação do colo do útero em mulheres com risco de parto prematuro. Um colo curto no pré-termo está associado a maior risco de parto prematuro: com 24 semanas de gestação, um colo uterino menor que 25 mm define um grupo de risco para parto prematuro espontâneo. Além disso, quanto mais curto o colo, maior o risco. A medição do colo no ultrassom também tem sido útil em pacientes com contrações pré-termo, já que aquelas cujo colo uterino excede 30 mm dificilmente entrarão em trabalho de parto na semana seguinte.

### Triagem de anomalias
Na maioria dos países, exames de ultrassonografia de rotina durante a gravidez são realizados para detectar defeitos de desenvolvimento antes do nascimento. Isso inclui a verificação dos membros e órgãos vitais, assim como (às vezes) testes específicos para anomalias. Algumas anomalias detectadas por ultrassom podem ser tratadas in útero ou por meio de cuidados perinatais, embora a indicação de outras possa levar à decisão sobre aborto.
Talvez o teste mais comum seja a medição da translucência nucal (“teste NT” ou “[exame de translucência nucal]”). Embora 91% dos fetos com síndrome de Down apresentem esse defeito, 5% dos fetos indicados pelo teste não têm síndrome de Down.
O ultrassom também pode detectar anomalias em órgãos fetais. Normalmente, exames desse tipo são feitos entre 18 e 23 semanas de idade gestacional (chamados de "exame morfológico", "exame de anomalias" ou "ultrassom de nível 2"). Algumas fontes indicam que há razões claras para isso e que tais exames são benéficos porque permitem vantagens clínicas evidentes na avaliação do feto em desenvolvimento quanto à morfologia, formato ósseo, características esqueléticas, função cardíaca fetal, avaliação de volumes, maturidade pulmonar fetal, e bem-estar geral do feto.
A triagem de ultrassonografia no segundo trimestre para aneuploidias baseia-se na observação de marcadores brandos e algumas anomalias estruturais predefinidas. Marcadores brandos são variações da anatomia normal que são mais comuns em fetos aneuploides do que em euploides. Esses marcadores geralmente não são clinicamente significativos e não causam desfechos adversos na gestação.

## Questões de segurança
As evidências atuais indicam que a ultrassonografia diagnóstica é segura para o feto, ao contrário das radiografias, que empregam radiação ionizante. Ensaios clínicos randomizados acompanharam crianças até os 8–9 anos, sem diferenças significativas em visão, audição, desempenho escolar, dislexia ou desenvolvimento da fala e neurológico relacionadas à exposição ao ultrassom. Em um ensaio randomizado, crianças com maior exposição ao ultrassom tiveram redução na mortalidade perinatal, atribuída à maior detecção de anomalias no grupo do ultrassom.
O limite máximo de potência permitido em 1985 pela Food and Drug Administration (FDA) de 180 miliwatts por centímetro quadrado está bem abaixo dos níveis usados em ultrassom terapêutico, mas ainda superior à faixa de 30–80 miliwatts por centímetro quadrado do dispositivo veterinário Statison V de LIPUS.
Exames de Ultrassonografia Doppler têm um índice térmico (TI) cerca de cinco vezes maior que os exames regulares (modo B). Vários ensaios randomizados não encontraram associação entre a exposição ao Doppler e peso ao nascer, escores de Apgar e mortalidade perinatal. Um ensaio randomizado, no entanto, encontrou maior taxa de morte perinatal em fetos normalmente formados nascidos após 24 semanas expostos ao Doppler (RR 3,95, IC 95% 1,32–11,77), mas isso não era desfecho primário do estudo e foi especulado que se devia ao acaso, não a um efeito nocivo do Doppler.
A FDA desestimula seu uso para fins não médicos, como gravações de lembrança fetal em vídeo e fotos, mesmo sendo a mesma tecnologia usada em hospitais.
O Instituto Americano de Ultrassom em Medicina recomenda o uso de Doppler espectral apenas se a ultrassonografia em modo M for malsucedida, e mesmo assim brevemente, devido à intensidade acústica transmitida ao feto.

## História

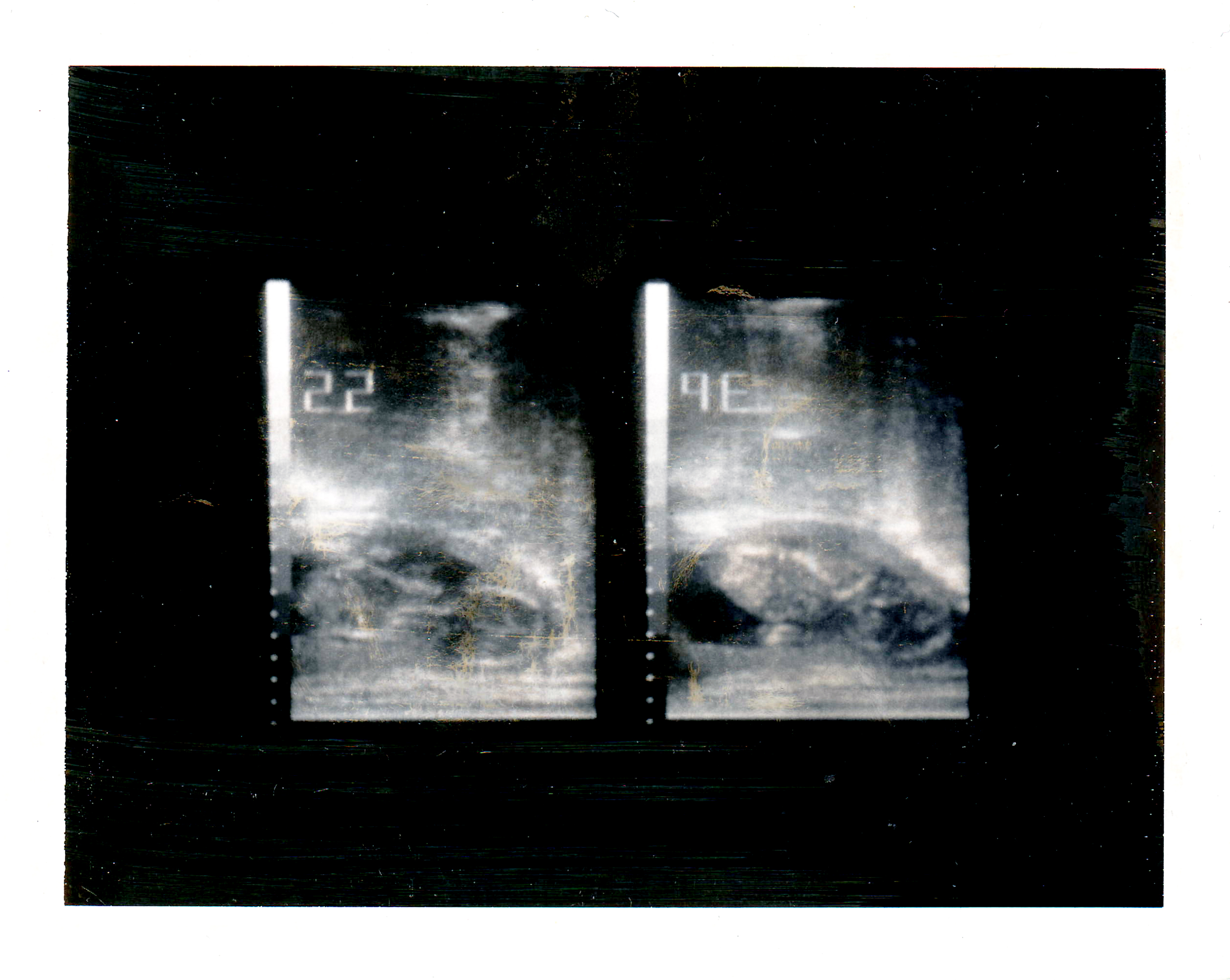
Fotografia Polaroid de um ultrassom obstétrico em 1985

O médico escocês Ian Donald foi um dos pioneiros no uso médico do ultrassom. Seu artigo "Investigation of Abdominal Masses by Pulsed Ultrasound" foi publicado no The Lancet em 1958. Donald foi professor Regius de Obstetrícia na Universidade de Glasgow.
Em 1962, David Robinson, George Kossoff, George Radovanovich e William Garrett foram os primeiros no mundo a identificar várias estruturas anatômicas fetais por meio de imagens de ondas sonoras de alta frequência.
Também em 1962, após cerca de dois anos de trabalho, Joseph Holmes, William Wright e Ralph Meyerdirk desenvolveram o primeiro scanner B-mode de contato composto. O trabalho foi apoiado pelo United States Public Health Services e pela Universidade do Colorado. Wright e Meyerdirk deixaram a universidade para formar a Physionic Engineering Inc., que lançou em 1963 o primeiro scanner comercial portátil B-mode de braço articulado. Esse foi o início do design mais popular na história dos aparelhos de ultrassom.
O ultrassom obstétrico teve papel relevante no desenvolvimento da tecnologia de ultrassom diagnóstico em geral. Muitos avanços tecnológicos no ultrassom diagnóstico derivam do esforço de criar melhores equipamentos para obstetrícia. O trabalho pioneiro da Acuson Corporation no desenvolvimento da Formação de Imagem Coerente ajudou a moldar o desenvolvimento do ultrassom diagnóstico como um todo.[carece de fontes?]

## Sociedade e cultura
O uso cada vez mais difundido do ultrassom no acompanhamento da gravidez impactou a forma como mulheres e sociedades concebem e experienciam a gestação e o parto. A disseminação global do ultrassom obstétrico e sua associação à ideia de gestação "segura", bem como a possibilidade de visualizar e determinar características como o sexo do feto, afetam a forma como a gravidez é percebida. Essa "tomada tecnocrática" da gestação não se limita a países ocidentais ou desenvolvidos, mas também influencia experiências em nações em desenvolvimento, sendo exemplo da crescente medicalização da gravidez, fenômeno com implicações sociais e tecnológicas. Pesquisas etnográficas sobre o uso do ultrassom no acompanhamento gestacional mostram como ele transformou a experiência corporal de gestantes em diversas partes do mundo.
Estudos recentes destacam a importância de enquadrar "questões de saúde reprodutiva de forma intercultural", especialmente ao analisar o "novo fenômeno" da "proliferação da ultrassonografia" em países em desenvolvimento. Em 2004, Tine Gammeltoft entrevistou 400 mulheres no Hospital de Obstetrícia e Ginecologia de Hanói; cada uma realizou em média 6,6 exames de ultrassom durante a gestação, número muito superior ao de cinco anos antes, quando uma gestante poderia ou não realizar um único exame no Vietnã. Gammeltoft explica que "muitos países asiáticos" veem "o feto como um ser ambíguo", diferentemente da medicina ocidental, onde é comum considerar o feto como "materialmente estável". Assim, embora mulheres, especialmente em países asiáticos, "expressem intensas incertezas sobre a segurança e a credibilidade da tecnologia", ela é usada em excesso pela "tranquilização imediata" que oferece.